# 波河河谷

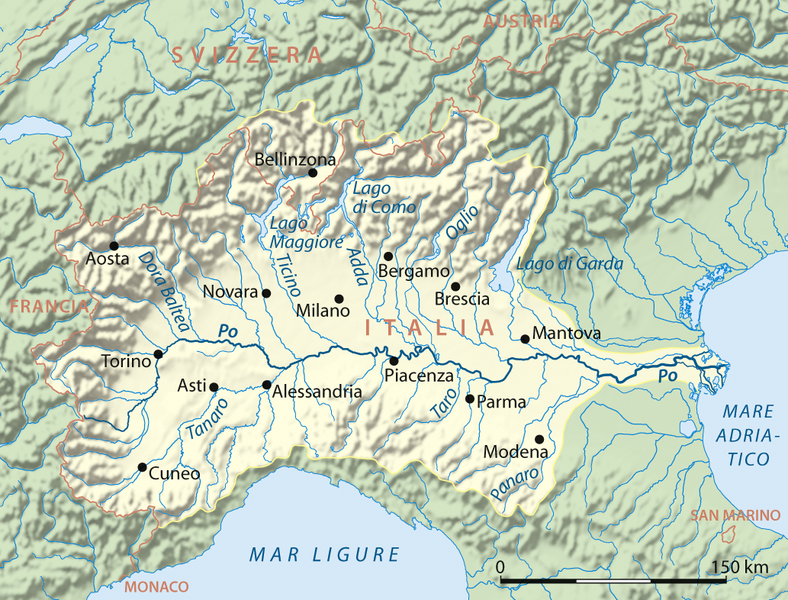
波河流域圖

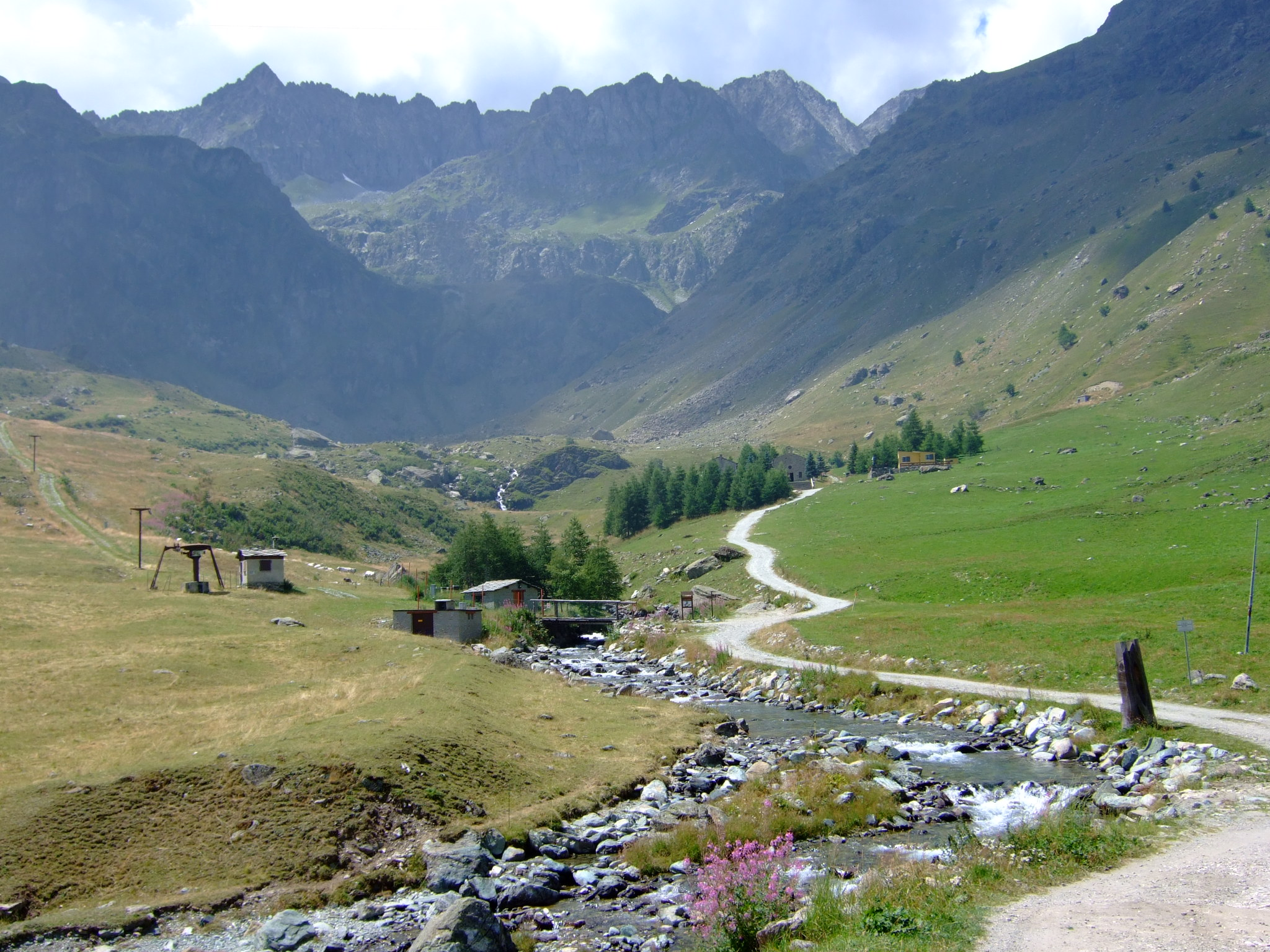
西阿爾卑斯的波河源頭

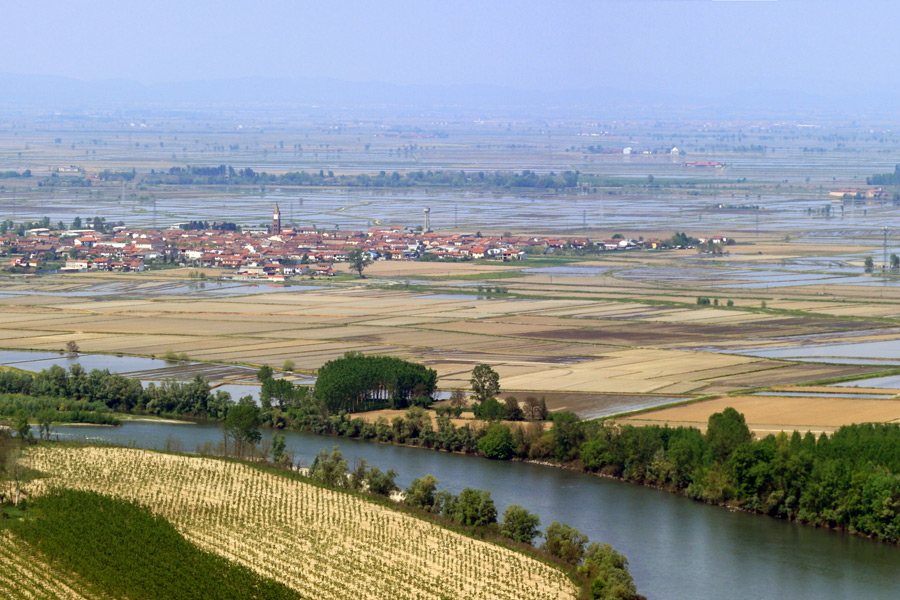
卡萨莱蒙费拉托的农田

波河河谷或稱波河平原、巴丹平原（義大利語： [pjaˈnuːra paˈdaːna] 或 Val Padana）是意大利的主要平原和地理特徵之一，也是欧洲的主要工农业产区，位于波河流域。它從阿爾卑斯山一直延伸到亞得里亞海，東西長達650（400英里），面積達46,000平方（18,000平方英里）。威尼托和弗留利所在的平原地區雖然也與波河河谷相連，但由於並不由波河灌溉，所以並不算在河谷範圍内。而實際上不同機構對其正式的範圍的定義各不相同。

## 外部連結
- . Red Geographics. 2004–2009  [3 June 2009]. （原始内容存档于2009年12月23日）.

45°00′00″N 10°00′00″E / 45.00000°N 10.00000°E